# Бурхан-Будда
Бурха́н-Бу́дда (кит. упр. 布尔汗布达山, пиньинь Bù'ěrhàn-Bùdá shān, палл. Буэрхань-Буда шань) — горный хребет в Китайской провинции Цинхай, часть горной системы Куньлунь. Ограничивает юго-восточную окраину Цайдамской котловины, над которой возвышается на 2000 м.
Протяжённость хребта составляет около 320 км. Максимальная высота — более 5000 м. Некоторые вершины покрыты снегом и ледниками. Хребет сложен гранитами, сиенитами, гнейсами, песчаниками, глинистыми и кремнистыми сланцами. Прорезан ущельями текущих на север рек, в том числе сквозной долиной реки Номхон-Гол.
Хребет Бурхан-Будда идет в почти в широтном направлении (восток-запад). От западной оконечности этого хребта горы Куньлунь продолжаются на запад горными цепями Бокалыктаг и Кукушили. От восточной оконечности Бурхан-Будды, горы Амнэ-Мачин идут далее на юго-восток.
На хребте преобладает кустарниковая и травянистая растительность высокогорных пустынь. Для животного мира характерны дикие яки, каменные бараны, олени. В нижней части склонов население занимается кочевым скотоводством.
Административно хребет расположен главным образом в уезде Дулан Хайси-Монгольско-Тибетского автономного округа, проходя вдоль южной границы уезда.